# Villiers-en-Morvan
Villiers-en-Morvan é uma comuna francesa na região administrativa da Borgonha-Franco-Condado, no departamento de Côte-d'Or. Estende-se por uma área de 7,2 km². Em 2010 a comuna tinha 48 habitantes (densidade: 6,7 hab./km²).